# Мольтерер, Андреас
Андреас «Андерль» Мольтерер (нем. Andreas "Anderl" Molterer; 8 октября 1931, Кицбюэль, Тироль — 24 октября 2023, Кицбюэль, Тироль) — австрийский горнолыжник. Призер Олимпийских игр, чемпионатов мира, девятикратный чемпион Австрии.
В сборной Австрии с 1950 года. Был одним из лучших горнолыжников 1950-х, хотя и находился все время в тени своего соотечественника Тони Зайлера. На зимних Олимпийских играх 1956 года в Кортина-д’Ампеццо, Италия, он выиграл серебряную награду в гигантском слаломе и бронзу в соревнованиях по скоростному спуску.
В 1953, 1955, 1958 и 1959 годах он становился «Победителем Ханенкамма» в Кицбюэле.

## Зимние Олимпийские игры
| Олимпийские игры       | Скоростной спуск | Гигантский слалом | Слалом |
| ---------------------- | ---------------- | ----------------- | ------ |
| 1956 Кортина-д’Ампеццо | 3                | 2                 | DSQ1   |
| 1960 Скво-Вэлли        | 19               | 12                | —      |